# Finding Bliss
Finding Bliss (Encontrando la alegría), es una comedia/romántica escrita y dirigida por Julie Davis. La película explora la industria del cine para adultos desde el punto de vista de Jody Balaban, de 24 años, recién graduada de una Escuela de Cine, proveniente de una familia muy conservadora.

## Trama
Luego de un largo año dirigiendo el tráfico, Jody decide finalmente tomar el trabajo mejor pagado que ha encontrado en el momento y decide entrar en la industria del cine para adultos — en la empresa Grind Productions, la compañía de éstas películas tiene a la cabeza a la estrella del cine porno Irene Fox.
Al comienzo Jody cree que ese no es el lugar en el que debería de estar, hasta que con el paso del tiempo se da cuenta de que en esta compañía tiene todo el equipo necesario para iniciar la filmación de su propia película, además de todo esto se encontrará a ella mismo en su sexualidad y conocerá las reglas del juego del cine.

## Elenco
- Leelee Sobieski es Jody Balaban
- Matthew Davis es Jeff Drake
- Donnamarie Recco es Kathleen
- Denise Richards es Laura/Bliss

## Estreno
La película fue estrenada en los Estados Unidos el 4 de julio en Nueva York y el 11 de junio de 2010 en Los Ángeles.